# Diocesi di Doba
La diocesi di Doba (in latino Dioecesis Dobana) è una sede della Chiesa cattolica in Ciad suffraganea dell'arcidiocesi di N'Djamena. Nel 2021 contava 109.523 battezzati su 493.419 abitanti. È retta dal vescovo Martin Waïngue Bani.

## Territorio
La diocesi comprende i dipartimenti di La Nya e La Pendé, nella parte settentrionale della provincia del Logone Orientale, in Ciad.
Sede vescovile è la città di Doba, dove si trova la cattedrale di Santa Teresa.
Il territorio è suddiviso in 12 parrocchie.

## Storia
La diocesi è stata eretta il 6 marzo 1989, con la bolla Inter cetera di papa Giovanni Paolo II, ricavandone il territorio dalla diocesi di Moundou.
Il 28 novembre 1998 ha ceduto porzioni del suo territorio a vantaggio dell'erezione delle diocesi di Goré e di Laï.
Il vescovo Michele Russo, per aver criticato in un'omelia la gestione governativa delle risorse petrolifere, è stato espulso dal Ciad nel 2013 e ha dovuto rinunciare al governo pastorale della diocesi.

## Cronotassi dei vescovi
Si omettono i periodi di sede vacante non superiori ai 2 anni o non storicamente accertati.
- Michele Russo, M.C.C.I. † (6 marzo 1989 - 30 gennaio 2014 dimesso)
  - Sede vacante (2014-2017)[3]
- Martin Waïngue Bani, dal 10 dicembre 2016

## Statistiche
La diocesi nel 2021 su una popolazione di 493.419 persone contava 109.523 battezzati, corrispondenti al 22,2% del totale.
| anno | popolazione | popolazione | popolazione | presbiteri | presbiteri | presbiteri | presbiteri                | diaconi | religiosi | religiosi | parrocchie |
| anno | battezzati  | totale      | %           | numero     | secolari   | regolari   | battezzati per presbitero | diaconi | uomini    | donne     | parrocchie |
| ---- | ----------- | ----------- | ----------- | ---------- | ---------- | ---------- | ------------------------- | ------- | --------- | --------- | ---------- |
| 1990 | 80.211      | 443.900     | 18,1        | 24         | 6          | 18         | 3.342                     |         | 22        | 24        | 13         |
| 1999 | 56.544      | 297.816     | 19,0        | 27         | 16         | 11         | 2.094                     |         | 19        | 35        | 7          |
| 2000 | 58.258      | 297.816     | 19,6        | 26         | 12         | 14         | 2.240                     |         | 20        | 38        | 7          |
| 2001 | 61.994      | 313.798     | 19,8        | 24         | 11         | 13         | 2.583                     |         | 19        | 33        | 7          |
| 2002 | 63.132      | 343.798     | 18,4        | 27         | 13         | 14         | 2.338                     |         | 20        | 37        | 7          |
| 2003 | 64.196      | 350.798     | 18,3        | 29         | 11         | 18         | 2.213                     |         | 24        | 38        | 10         |
| 2004 | 65.320      | 352.800     | 18,5        | 26         | 15         | 11         | 2.512                     |         | 19        | 47        | 10         |
| 2006 | 68.456      | 379.565     | 18,0        | 37         | 13         | 24         | 1.850                     |         | 32        | 46        | 10         |
| 2013 | 98.700      | 468.000     | 21,1        | 23         | 9          | 14         | 4.291                     |         | 24        | 52        | 12         |
| 2016 | 97.377      | 504.313     | 19,3        | 22         | 10         | 12         | 4.426                     |         | 22        | 40        | 12         |
| 2019 | 94.943      | 473.804     | 20,0        | 26         | 12         | 14         | 3.651                     |         | 23        | 42        | 12         |
| 2021 | 109.523     | 493.419     | 22,2        | 28         | 17         | 11         | 3.911                     |         | 20        | 45        | 12         |